# Renate Zimmermann
Renate Zimmermann (* 16. Oktober 1936 in Berlin) ist eine deutsche Organistin.

## Leben
Renate Zimmermann geb. Marx studierte in Heidelberg und Köln Orgel. Ihre erste Stelle erhielt sie als Dozentin für Improvisation an der Kirchenmusikschule in Berlin-Spandau.
Im Jahr 1977 übernahm sie eine Professur für Orgelspiel an der Musikhochschule in Frankfurt. Zusätzlich unterrichtete sie weiterhin in Berlin-Spandau sowie in Heidelberg und seit 1985 auch als Gastdozentin an der Musikhochschule Detmold.
Im Jahr 1988 erhielt sie die in Deutschland erste hauptamtliche Professur für Orgelimprovisation an der Hochschule für Musik Detmold.
Seit ihrem Eintritt in den Ruhestand veranstaltet Renate Zimmermann zahlreiche Kurse in Deutschland, England, Amerika, Korea und China.
Sie war bis zu seinem Tod mit dem Komponisten Heinz Werner Zimmermann verheiratet.